# Анастасий Суппентонийский
Анаста́сий (умер в 570 году) — святой настоятель монастыря в Суппентонии. День памяти — 11 января.
Святой Анастасий Суппентонийский, или святой Анастасий из замка святого Илии (Anastasius of Castel Sant’Elia) был игуменом в монастыре Суппентония (Suppentonia, Castel Sant’Elia). Сведения о житии св. Анастасия известны от Григория Великого, который писал, что ангел явился, чтобы возвестить святому Анастасию и его братии о предстоящей кончине. Св. Анастасий и все его монахи один за другим умерли в течение последующих восьми дней.
Святой Ноннос (Nonnosus) был одним из этих монахов.